# Mysteria
Mysteria is een geslacht van kevers uit de familie Vesperidae. De wetenschappelijke naam van het geslacht werd in 1861 gepubliceerd door Carl Gustaf Thomson.

## Soorten
- Mysteria cylindripennis Thomson, 1861
- Mysteria darwini (Lameere, 1902)
- Mysteria lacordairei (Lameere, 1902)
- Mysteria minuta Dias, 1988
- Mysteria seabrai Dias, 1988